# Trouley-Labarthe
Trouley-Labarthe è un comune francese di 93 abitanti situato nel dipartimento degli Alti Pirenei nella regione dell'Occitania.

## Società

### Evoluzione demografica
Abitanti censiti